# 托斯納河
托斯納河（羅馬化：Tosna），俄羅斯的河流，流經列寧格勒州及圣彼得堡直辖市，屬於涅瓦河的左支流，河道全長121公里，河畔城鎮有托斯諾、尼科利斯科耶和奧特拉德諾耶。